# Сан Марко (Месина)
Сан Марко је насеље у Италији у округу Месина, региону Сицилија.
Према процени из 2011. у насељу је живело 146 становника. Насеље се налази на надморској висини од 636 м.